# Ваенга (река, впадает в Баренцево море)
Ва́енга — река в России, протекает в Мурманской области. Впадает в губу Ваенга Кольского залива Баренцева моря на восточной окраине города Североморска. В честь этой реки город получил своё первое название. Это название в свою очередь возникло от саамского «вайонгг» — самка оленя, важенка.
На реке расположено несколько озёр: Черногубское, Среднее Ваенгское, Нижнее Ваенгское. Длина реки составляет 25 км.

## Данные водного реестра
По данным государственного водного реестра России относится к Баренцево-Беломорскому бассейновому округу, водохозяйственный участок реки — реки бассейна Баренцева моря от восточной границы реки Печенга до западной границы бассейна реки Воронья, без рек Тулома и Кола. Речной бассейн реки — бассейны рек Кольского полуострова, впадает в Баренцево море.
Код объекта в государственном водном реестре — 02010000612101000003012.